# Грем Шинні
Грем Шинні (англ. Graeme Shinnie, нар. 4 серпня 1991, Абердін) — шотландський футболіст, захисник, півзахисник клубу «Абердин» та національної збірної Шотландії.
Виступав також за клуби «Абердин» та «Дербі Каунті».
Дворазовий володар Кубка Шотландії.

## Клубна кар'єра
У дорослому футболі дебютував 2009 року виступами за команду «Інвернесс», в якій провів шість сезонів, взявши участь у 156 матчах чемпіонату. 
Своєю грою за цю команду привернув увагу представників тренерського штабу клубу «Абердин», до складу якого приєднався 2015 року. Відіграв за команду з Абердина наступні чотири сезони своєї ігрової кар'єри. Більшість часу, проведеного у складі «Абердина», був основним гравцем команди.
У 2019 році уклав контракт з клубом «Дербі Каунті», у складі якого провів наступні три роки своєї кар'єри гравця. Граючи у складі «Дербі Каунті» також здебільшого виходив на поле в основному складі команди.
Протягом 2022—2023 років захищав кольори клубу «Віган Атлетік».
До складу клубу «Абердин» приєднався 2023 року. Станом на 17 травня 2025 року відіграв за команду з Абердина 86 матчів в національному чемпіонаті.

## Виступи за збірні
У 2012 році залучався до складу молодіжної збірної Шотландії. На молодіжному рівні зіграв у 2 офіційних матчах.
У 2018 році дебютував в офіційних матчах у складі національної збірної Шотландії.
| Дата       | Місто  | Господарі | Результат | Гості      | Турнір                               | Голи | Примітки |
| ---------- | ------ | --------- | --------- | ---------- | ------------------------------------ | ---- | -------- |
| 30-5-2018  | Ліма   | Перу      | 2 – 0     | Шотландія  | товариський матч                     | -    | 77'      |
| 3-6-2018   | Мехіко | Мексика   | 1 – 0     | Шотландія  | товариський матч                     | -    |          |
| 7-9-2018   | Глазго | Шотландія | 0 – 4     | Бельгія    | товариський матч                     | -    | 73'      |
| 14-10-2018 | Глазго | Шотландія | 1 – 3     | Португалія | товариський матч                     | -    | 67'      |
| 20-11-2018 | Глазго | Шотландія | 3 – 2     | Ізраїль    | Ліга націй УЄФА 2018-2019 - 1-й етап | -    | 76'      |
| 21-3-2019  | Астана | Казахстан | 3 – 0     | Шотландія  | Ліга націй УЄФА 2018-2019 - 1-й етап | -    | 83'      |
| Усього     |        | Матчів    | 6         |            | Голів                                | 0    |          |

## Титули і досягнення
- Володар Кубка Шотландії (2):

«Інвернесс»: 2014-2015
«Абердин»: 2024-2025